# Іллєнко Владеліна Олегівна
Владелі́на Оле́гівна Ільє́нко (* 1976) — українська та російська яхтсменка. Майстер спорту міжнародного класу (вітрильний спорт).

## З життєпису
Народилась 1976 року в місті Бєльці. Випускниця Одеської морської академії. Перший тренер — В. Сметанко; надалі — О. О. Іллєнко.
У збірній команді Росії з 1999 року. Живе у місті Троїцьке Московської області.
Переможниця Сіднейської регати-1999.
Срібна (2002) та бронзова (1997, 2000, 2003 роки) призерка чемпіонатів Європи.
Срібна призерка Кубка Європи-2001.